# هاري بنجامين وولف
هاري بنجامين وولف (بالإنجليزية: Harry Benjamin Wolf)‏ هو محامي وسياسي أمريكي، ولد في 16 يونيو 1880 ببالتيمور في الولايات المتحدة، وتوفي بنفس المكان في 17 فبراير 1944. حزبياً، نشط في الحزب الديمقراطي. انتخب عضو مجلس النواب لولاية ماريلند وانتخب عضو مجلس النواب الأمريكي.